# Violentata davanti al marito
Violentata davanti al marito (Chain Gang Women) è un film del 1971 diretto da Lee Frost.

## Trama
Un pericoloso assassino evade, portandosi dietro il compagno di cella. Una volta liberi violenta con la fidanzata del compagno di cella (che aveva collaborato alla fuga), trova riparo in una fattoria dove vive il proprietario con la giovane moglie. L'evaso prende il controllo dell'abitazione e sottopone la coppia alle proprie perversioni